# Gallo-roman
Pour un article plus général, voir langues gallo-romanes.
Ne doit pas être confondu avec Langues romanes.
Le gallo-roman (ou proto-gallo-roman) est une forme de transition du latin populaire qui s'est développée au haut Moyen Âge en Gaule. Les linguistes du début du XIXe siècle rangeaient en deux groupes les langues usuelles dans l'Empire de Charlemagne : d'une part les « langues romanes », dont le gallo-roman, d'autre part les « langues germaniques », dont le « germanique ».

## Évolution du proto-gallo-roman
L'apparition du gallo-roman ne peut pas être datée avec précision. À la question « Quand a-t-on cessé de parler latin en Gaule ? », l'historien Ferdinand Lot répond : « Jamais ». Il y a eu un glissement insensible du latin classique vers le bas-latin de l'époque impériale pour la langue écrite et vers le latin vulgaire pour la langue parlée par le peuple, cette langue populaire étant l'ancêtre des langues romanes ; puis vers le gallo-roman mérovingien et carolingien. Pierre Gastal n'oublie pas de rappeler que plus d'un millier de mots gaulois subsistent dans le français moderne. Les habitants de la Gaule ont toujours eu l'impression de parler la même langue que leurs ancêtres, mais en quelques siècles, elle était devenue méconnaissable.
L'époque de Charlemagne voit une renaissance de l'étude du latin classique, seul employé à l'écrit. Il devient nécessaire de le distinguer nettement de la langue « romane » parlée dans l'Ouest de l'Empire. En 813, le concile de Tours stipule que les sermons dans cette partie de l'Empire devront désormais être prononcés en « rusticam Romanam linguam » (langue romane rustique) et non plus en latin afin d'être compris par tous, démontrant en fait la distance qu'avait prise la langue parlée par rapport au latin.
Des traces de ce proto-gallo-roman sont contenues dans la glose retrouvée à Reichenau qui date du VIIIe siècle ainsi que celle conservée à Cassel rédigé vers 802. Toutefois, le premier texte officiel conservé en langue (proto-gallo-)romane est celui des Serments de Strasbourg conclus en 842 entre deux des petits-fils de Charlemagne, Charles le Chauve et Louis le Germanique. La Cantilène de sainte Eulalie, considérée comme le premier texte littéraire écrit en langue d'oïl, date de la fin du IXe siècle (vers 880).
Ce roman carolingien se distingue du latin par la réduction de la déclinaison (deux cas seulement : cas sujet et cas régime), une syntaxe et une morphologie qui se rapprochent déjà de l'ancien français, et d'autres transformations grammaticales et surtout phonétiques issues du francique (particulièrement les phonèmes du système vocalique), qui font ainsi du gallo-roman le précurseur des langues d'oïl, des langues d'òc, du catalan et du francoprovençal. Le gallo-roman est donc l'ancêtre de l'ancien français, de l'ancien francoprovençal, de l'ancien occitan et de l'ancien catalan.

## Roman
Aujourd'hui désuet, le terme roman pouvait désigner les langues primitives parlées par les populations conquises du royaume des Francs ; les territoires à l'ouest de l'Austrasie, notamment la Neustrie, l'Aquitaine et la Burgondie. Cet usage ancien pré-scientifique se fondait sur le canon 17 du concile de Tours (813), convoqué par Charlemagne, qui stipulait que dans les territoires correspondant à la France et l'Allemagne actuelles, les homélies seraient prononcées non plus en latin mais en « rusticam Romanam linguam aut Theodiscam, quo facilius cuncti possint intellegere quae dicuntur », c’est-à-dire dans la « langue romane rustique », forme de proto-gallo-roman, ou dans la « langue tudesque » (germanique), « afin que tous puissent plus facilement comprendre ce qui est dit ».
Le terme roman, dérivé de l'adjectif latin romanus, s'applique aujourd'hui au sens strict à toutes les langues issues de celles que parlaient les Romains, d'où le concept des langues romanes.